# Burg Gosheim
Die Burg Gosheim, auch Schloss Gosheim genannt, ist der Rest einer Burg in der Gosheimer Friedhofsmauer in der Gemeinde Huisheim im schwäbischen Landkreis Donau-Ries in Bayern.
Auf die hochmittelalterliche Ritterburg, von deren Geschichte nichts bekannt ist, weisen noch die in der hochaufgerichteten Friedhofsmauer bestehenden Buckelquader des romanischen Bergfrieds hin, der zum Hauptbau des späteren Schlosses wurde. Die Burg war durch einen Wall und Wassergraben gesichert, der vermutlich auch schon zum Schutz einer Vorgängeranlage, wahrscheinlich einer frühen Fliehburg diente. Weiter zeigt die Friedhofsmauer an der inneren Seite Reste eines Wehrganges und Schießscharten.